# Regne de Warri

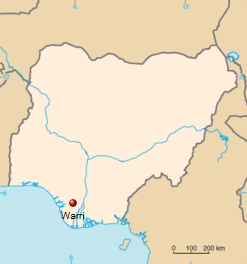
Situació de Warri

El Regne de Warri és un estat tradicional i històric que té la capital a la ciutat de Warri, a l'estat del Delta, a Nigèria. El seu cap, l'olu (‘rei’) de Warri és el cap polític tradicional dels itsekiris.
El seu olu actual és Tsola Emiko.

## Història
Segons les històries orals binis i itserikis, un príncep del Regne de Benín va fundar el Regne Iwerre (Warri) al voltant del 1480. Durant el segle xv, missioners agustins i caputxins de l'Imperi Portuguès van visitar el regne de Warri introduint el cristianisme a Nigèria.
A principis del segle xvii, un fill de l'olu va ser enviat a Portugal i va tornar casat amb una portuguesa. El seu fill, Antonio Domingo, va ser olu de Warri a la dècada del 1640. L'olu Erejuwa va regnar entre el 1720 i el 1800 i va expandir el regne política i comercialment i van assentar la independència del Regne de Benín amb l'ajuda dels portuguesos.
Posteriorment Warri fou una base del comerç d'esclaus dels portuguesos i els holandesos i Warri va esdevenir la ciutat portuària més important de la zona a finals del segle xix, quan va esdevenir un centre del comerç d'oli de palma i altres productes com cautxú i coco.
A principis del segle XX Warri va esdevenir capital provincial de la colònia britànica.
El maig de 1952 el govern de Nigèria Occidental va canviar el títol del cap itsekiri d'olu d'Itsekiri per olu de Warri. Els ijaws, urhobos i altres persones de la comunitat es van oposar a aquest canvi, ja que implicava que l'olu també era cap de la ciutat de Warri i no només dels itsekiris.

### Esdeveniments recents
El 1997, el Govern Federal nigerià, sota el General Sani Abacha va crear el Consell de la LGA de Warri South-West amb seu a Ogbe-Ijoh, a la zona ijaw de Warri. Degut a la pressió dels itsekiris, la seu fou traslladada a Ogidigben, una zona itsekiri de Warri. Això va provocar conflictes en el que van morir centenars de persones i en la que joves van prendre sis instal·lacions de la Shell. Aquesta crisi és coneguda com la Crisi de Warri.

## Caps polítics
Aquesta és una llista parcial de caps de Warri:
| Inici                  | Final                  | Governant                      |
| ---------------------- | ---------------------- | ------------------------------ |
|                        |                        | Abejioye                       |
|                        |                        | Akenjioye                      |
|                        | c. 1710                | Omagboye                       |
| c. 1710                | c. 1735                | Akengboye                      |
| c. 1735                |                        | Atogbuwa (Manuel Otobia)       |
|                        | c. 1807                | Erejuwa (Sebastião Otobia)     |
| c. 1807                | 14 de juny de 1848     | Akengbuwa (João) (m. 1848)     |
| 1848                   | 1848                   | Ejo                            |
| 1848                   | 1851                   | Iye Idolorusan (regent)        |
| 1851                   |                        | Eri (regent)                   |
|                        |                        | Atsego (regent)                |
|                        | 16 de gener de 1921    | Okorofianyegbe (regent)        |
| 13 de setembre de 1917 | 24 de setembre de 1932 | Dogho Numa (m. 1932)           |
| 16 de gener de 1921    | 1929                   | Vacant                         |
| 1929                   | 7 de febrer de 1936    | Olagbemi Ewolufu (regent)      |
| 7 de febrer de 1936    | 1987                   | Ginuwa II (Gbesimi Emiko)      |
| 2 d'abril de 1987      | 19 de setembre de 2015 | Ogiame Atuwatse II (m. 2015)   |
| 19 de setembre de 2015 | 21 de desembre de 2020 | Ikenwole Godfrey Abiloye Emiko |
| 21 d'agost de 2021     | present                | Tsola Emiko                    |